# Paul Adelstein
Paul Adelstein   (Chicago, 29 d'abril de 1969) és un actor estatunidenc. Adelstein interpreta el pediatre de la clínica dels amics d'Addison a Grey's Anatomy (tercera temporada) i a Private Practice, la sèrie derivada de Grey's Anatomy, que protagonitza Kate Walsh (Addison). Ha interpretat el paper d'Agent Paul Kellerman a la sèrie de televisió transmesa per FOX, Prison Break durant les dues primeres temporades. També fou actor convidat a la sèrie Scrubs i Nobody's Watching, i interpretà el personatge anomenat Hy a la pel·lícula Be Cool juntament amb l'actriu Uma Thurman. Actualment manté una relació sentimental amb l'actriu Liza Weil, que fa el paper de Paris Geller a Gilmore Girls. Paul feu el paper de Steven Kellerman a la sèrie Law & Order: Special Victims Unit per després ser Paul Kellerman a la sèrie Prison Break. A Chicago P.D. és el superintendent interí Jason Crawford.